# H.C.W. Tórgarð
Hans Christoffer Wenningsted Tórgarð (født 14. august 1885 i Tórshavn, død 18. marts 1957 smst.) var en færøsk arkitekt, bygmester og politiker (SB). Teateret i Tórshavn, færdigbygget i 1926, blev tegnet af Tórgarð. Han tegnede også kirkerne i Árnafjørður, Hvannasund, Skála, Elduvík, Tjørnuvík, Skúvoy og Rituvík. Han var endvidere involveret i bygningen af kirken i Sandavágur.

## Politik og tillidshverv
Tórgarð var formand for Tórshavns skuespillerforening, Havnar Sjónleikarfelag, 1918–1924. Han var medlem af kommunalbestyrelsen i Tórshavn 1917–1924 og fra 1945 til sin død. Han var byens borgmester 1922–1924. I 1917–1924 var han indvalgt for listen Føroya Væl (Sambandsflokkurin), men i anden peiode fra 1945–57 opstillede han på sin egen liste. Da Tórgarð døde, overtog  bygmesteren Petur í Gong pladsen i byrådet, og videreførte Tórgarðs liste under sit eget navn. Tórgarð var valgt til Lagtinget fra Suðurstreymoy 1918–1924.

## Privatliv
H.C.W. Tórgarð var søn af Anna Paulina (født Poulsen) og Jens Wenningsted Jacobsen, begge fra Tórshavn. Han giftede sig med Valborg Eide fra Nólsoy. De fik tvillingesønnerne Poul Eide(som voksede op hos Maria Eide) og Axel Tórgarð , kendt som præst og oversætter af J.R.R. Tolkiens værker til færøsk. Og Martin Tórgarð. Axel Tórgarðs tre børn Ria, Súsanna og Hans Tórgarð er alle professionelle teaterskuespillere.